# Drilonius pallidulus
Drilonius pallidulus is een keversoort uit de familie Omethidae. De wetenschappelijke naam van de soort is voor het eerst geldig gepubliceerd in 1953 door Wittmer.